# 男人之虎

2008年《男人之虎》──「超級防火版」宣傳海報

《男人之虎》是香港劇場組合聯合藝術總監詹瑞文的獨腳戲，一人分飾30多角，被譽為「近年最能反映港人實況的舞台劇」，更獲「Yahoo！搜尋人氣大獎2005─本地原創舞台劇」殊榮，曾七度公演，演出超過128場，破香港舞台劇個人表演紀錄，觀眾達9萬人次。
2007年5月第7度公演，為「伸凸手版」，並以香港特別行政區特首選舉為題，加入「煲呔曾」及「袋巾梁」兩位角色，分別借代2007年香港特別行政區行政長官選舉兩位候選人曾蔭權和梁家傑，並由詹瑞文一人同時扮演兩位角色。
2008年6月第8度公演，取名為為「超級防火版」，並以2008年北京奧運為題，由詹瑞文以火炬手造型飾演的「凸首詹」（即詹特首的諧音，實為扮演「煲呔曾」，借代當時香港特別行政區行政長官曾蔭權）作為主體。劇組在2008年5月6日在旺角鬧市舉行「凸首補跑迎奧運」活動，詹瑞文扮演火炬手「凸首詹」，在兩名扮演聖火護衛隊的工作人員護跑下，從新寶戲院跑往豉油街，吸引不少途人圍觀。此外，在其宣傳海報上尤其放大傳送香港區火炬接力的情節。

## 外部参考
- 《男人之虎》官方網頁 （页面存档备份，存于）
- 《男人之虎》創作人網誌 （页面存档备份，存于）
- 詹瑞文《男人之虎》扮凸手煲呔曾MK （页面存档备份，存于） 謝票